# Маттео Айкарді
Маттео Айкарді  (італ. Matteo Aicardi, 19 квітня 1986) — італійський ватерполіст, срібний та бронзовий призер Олімпійських ігор, чемпіон світу.

## Виступи на Олімпіадах
| Олімпіада           | Дисципліна | Місце |
| ------------------- | ---------- | ----- |
| Лондон 2012         | водне поло | 2     |
| Ріо-де-Жанейро 2016 | водне поло | 3     |